# Königliches Wilhelms-Gymnasium Krotoschin

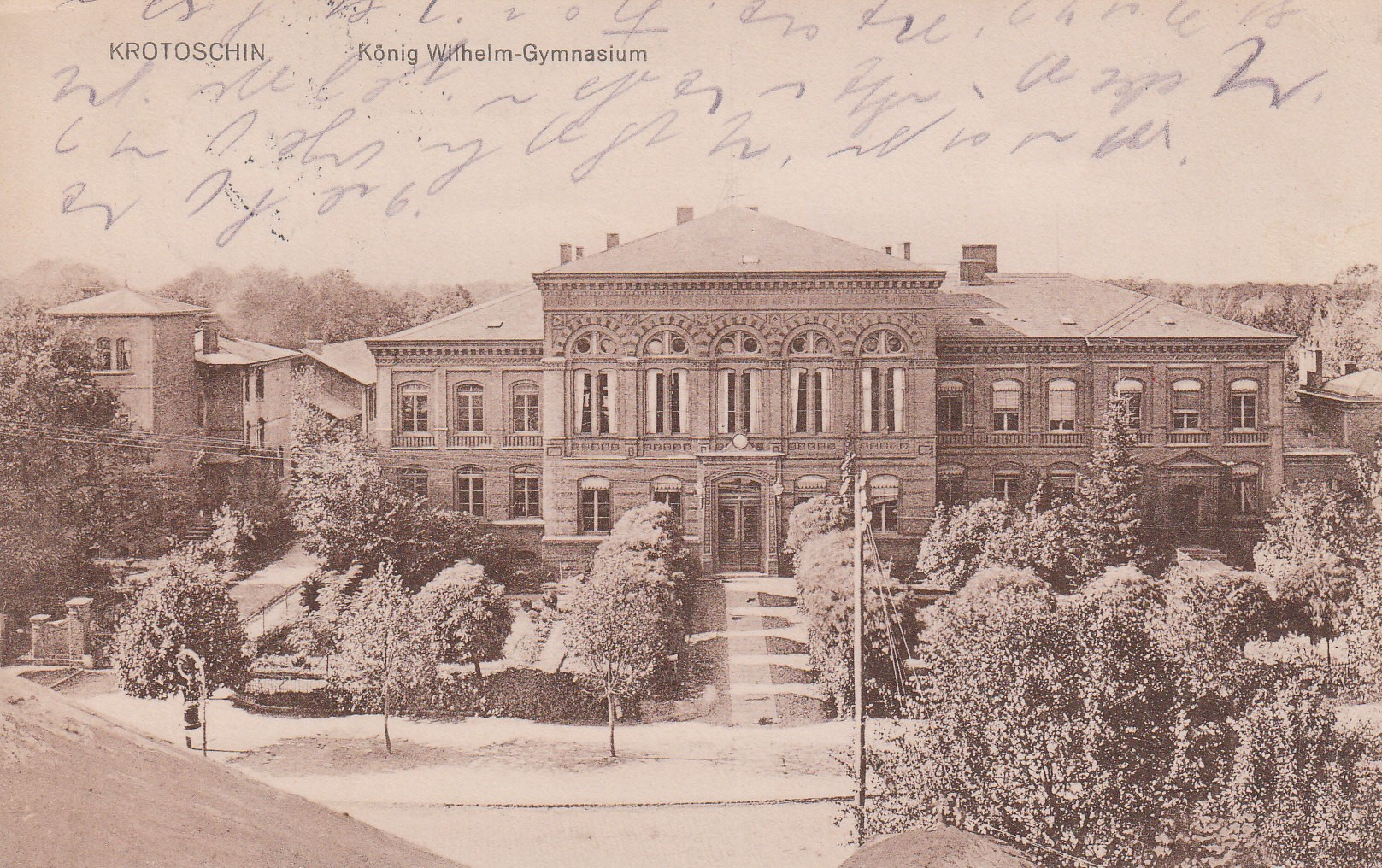
König-Wilhelm-Gymnasium

Das Königliche Wilhelm-Gymnasium Krotoschin war eine Schule in Krotoschin, Provinz Posen. Der Name verwies auf Preußens König Wilhelm I.

## Geschichte
Seit den 1820er Jahren erwog man den Bau einer höheren Schule in Krotoschin. Am 4. März 1854 beschlossen die städtischen Behörden die Umwandlung der Realschule in eine Gymnasium. Von der Regierung in Posen genehmigt, begann der Unterricht schon am 2. Mai 1854 nach dem neuen gymnasialen Lehrplan. 1857 wurden die ersten vier Abiturienten entlassen. Der Stadt oblag es, das städtische Gymnasium in ein staatliches (nur für Knaben) umzuwandeln. Das gelang 1861. Drei Jahre später erhielt die (evangelische) Schule von Karl von Horn, Posens berühmtem Oberpräsidenten, die erbetene Berechtigung, sich nach König Wilhelm I. zu benennen. 1881 konnte die Schule das neue Gebäude in der Roquettestraße beziehen. In der Aula stand eine Büste von Wilhelm I. zwischen Martin Luther und Philipp Melanchthon, daneben Homer und Sophokles. An den Wänden hingen Bilder von Friedrich Schiller, Johann Wolfgang von Goethe, Platon, Immanuel Kant und Gotthold Ephraim Lessing. 1903 entstand ein Reformgymnasium nach Frankfurter Lehrplan. Bis 1914 hatten mehr als 600 Schüler die Abiturprüfung bestanden. Ostern 1906 wurde dem Gymnasium eine Realschule angegliedert.
Nach dem Friedensvertrag von Versailles fiel Krotoschin mit der Schule 1919 an die Zweite Polnische Republik. Sie hieß nun Gymnasium 737 im 4. Kollputaja i. H. Sienkiewicza. 1922 unterrichteten am Krotoschiner Gymnasium 14 Lehrer und drei Lehrerinnen 434 Schüler. Der Anteil deutscher Schüler war gering und nahm ab. Wohlhabende deutsche Familien schickten ihre Kinder auf die noch vorhandenen deutschen Privatgymnasien in Posen und (Polnisch) Lissa. Das Deutsche mathematisch-naturwissenschaftliche Privatgymnasium Krotoschin bestand nur von 1921 bis 1929. Während der Deutschen Besetzung Polens 1939–1945 nutzte die Wehrmacht das Schulgebäude als Lazarett und Quartier. Ein Gymnasium wurde im oberen Stockwerk der Volksschule eingerichtet. Durch den Holocaust verlor die Schule viele ihrer jüdischen Lehrer und Schüler.

## Lehrer

### Direktoren
- 1854–1874 August Gladisch
- 1875–1901 Gottlieb Leuchtenberger
- 1884–1901 Richard Karl Eduard Jonas
- 1901–1905 Theodor Matschky
- 1905–1909 Wilhelm Schierning
- 1909–1914 Johann Rost
- 1914–1919 Paul Groebe
- 1919–1928 Edmund Nowaczkiewicz
- 1928–1929 Adolf Romanowicz
- 1931–1939 Leon Hasiński, gest. 1940 im KZ Mauthausen
- 1940–1944 Herbert Wiedemann, Oberstudiendirektor
- 1944–1945 Willi Bütefisch, Oberstudienrat

### Prorektoren
- 1856–1874 Wilhelm Schönborn, Ehrenbürger von Krotoschin
- 1884–1891 Wilhelm Eggeling
- 1888–1900 Berthold Günther
- 1900–1904 Johannes Friedrich Kappe[2]
- 1904–1907 Paul Rudolf Doepke[3]
- 1908–1919 Bernhard Friedrich Willibald Seiffert[4]

## Schüler
- Adolf Remane
- Bruno Gebhardt
- Friedrich Schur
- Karl Johannes Neumann
- Emil Schönborn, Gymnasialdirektor in Pless
- August Büttner → Büttner-Werke
- Max Dienemann, Rabbiner
- Alfred Dienemann, Vorstand des Reichsbunds jüdischer Frontsoldaten
- Gerhard Füllkrug (1870–1948), Pfarrer in der Inneren Mission und der Seemannsmission
- Siegfried Gelles (1885–1947), Rabbiner
- Fritz Grünspach (1874–1924)
- Rudolf Thiele (1876–?), Landrat
- Eduard Wagner (1855– ), Direktor des Krankenhauses in Valparaíso
- Richard Pfeiffer (1858–1945), Hygieniker
- Hugo Haertel (1841– ), Sanitätsoffizier, Stadtverordneter in Krotoschin

## Alumnat

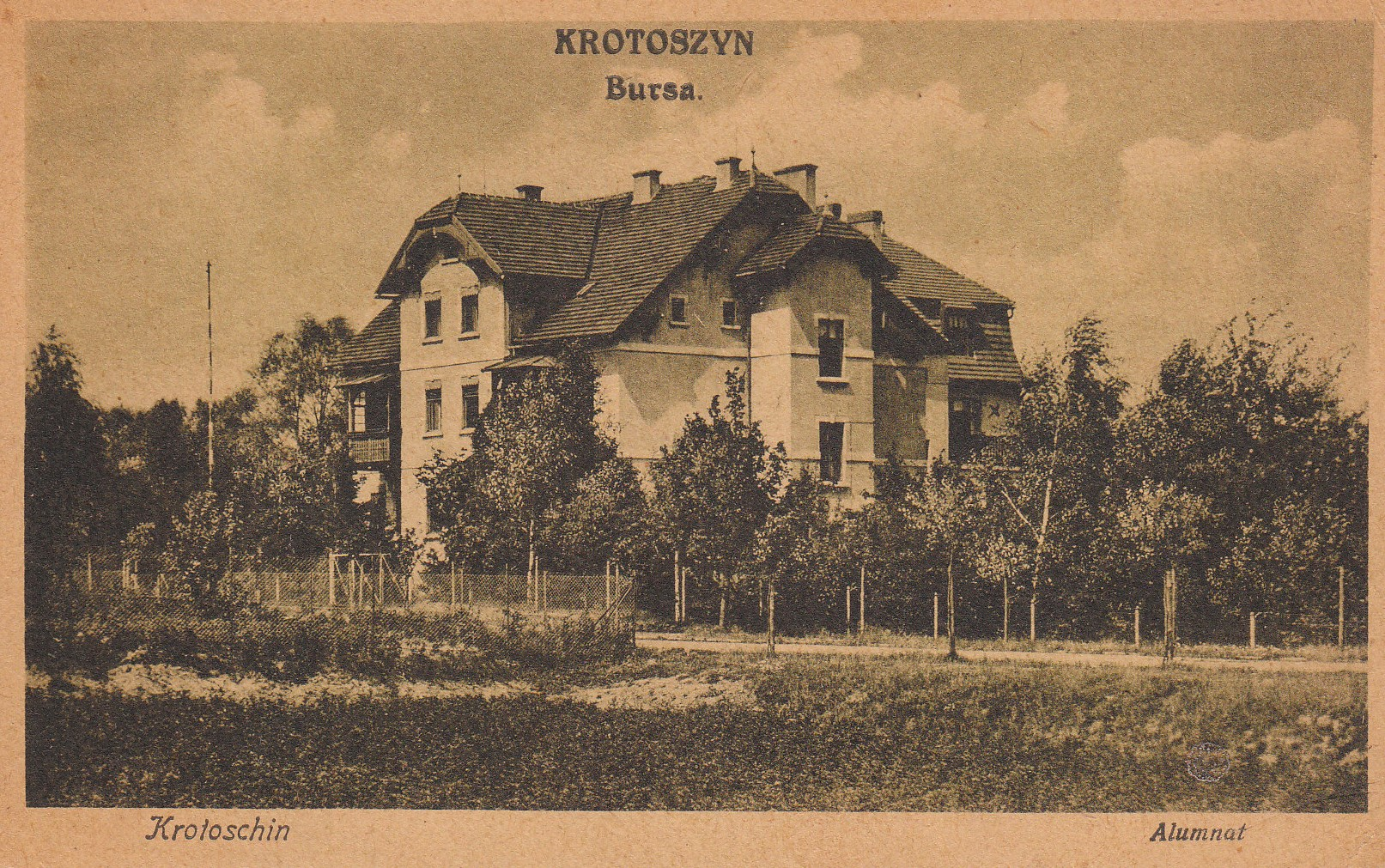
Alumnat

Das staatlich unterstützte Alumnat Krotoschin war seit Ostern 1908 ein mit dem Kgl. Gymnasium Krotoschin verbundenes Schulheim, in dem auswärtige Schüler wohnten. Das Gebäude wurde 1904 als Villa erbaut. Das Alumnat befand sich in der Koeppelstraße gegenüber dem Kgl. Lehrerseminar, war umgeben von einem Garten und hatte einen Tennisplatz. In unmittelbarer Nähe lag das Gymnasium, das 1904–1906 erweitert wurde. Bis 1915 wurde er von 115 bis 170 auswärtigen Schülern besucht. 1912 beherbergte das Alumnat über 20 auswärtige Schüler. Pro Jahr belief sich der Pensionspreis in jener Zeit auf 750–900 Mark. Stipendien ermöglichten auch nicht begüterten Schülern den Aufenthalt im Alumnat. In der Freizeit wurden Sport, Leseabende, Musikveranstaltungen und kleine Theateraufführungen angeboten. Die strenge Kontrolle und Beaufsichtigung der Schüler entsprach den preußischen Gepflogenheiten. Die Leitung des Alumnats oblag auch Oberlehrern, die von Schulamtskandidaten unterstützt wurden. Der zur Finanzierung des Alumnats gegründete Verein wurde am 7. Mai 1919 von der Mitgliederversammlung aufgelöst.